# Демидівка (Омельницька сільська громада)
Деми́дівка — село в Україні, у Омельницькій сільській громаді Кременчуцького району Полтавської області. Населення становить 395 осіб. Колишній центр Демидівської сільської ради.

## Географія
Село Демидівка знаходиться на ділянці пересохлого русла річки Сухий Омельник, за 2 км від правого берега річки Псел, примикає до села Радочини, на відстані 1 км від села Гуньки.

## Об'єкти соціальної сфери
- Школа.
- Фельдшерсько-акушерський пункт.

## Відомі люди

### Народились
- Слонь Михайло Варнайович (1906—1955) — український радянський і компартійний діяч, депутат Верховної Ради СРСР 1—4-го скликань. Член Ревізійної Комісії КП(б)У в 1952—1955 рр.